# تمارا دي أندا
تمارا دي أندا (بالإسبانية: Tamara De Anda)‏ هي كاتِبة وصحفية مكسيكية، ولدت في 6 أغسطس 1983 في مدينة مكسيكو في المكسيك.